# Niko Ojamäki
Niko Ojamäki (Pori, 17 de junho de 1995) é um jogador de hóquei no gelo finlandês. Atualmente joga pelo HC Vityaz da Kontinental Hockey League (KHL).
Ojamäki fez sua estreia na Liiga jogando com Ässät durante a temporada 2013-14. Depois de se estabelecer na Liiga por quatro temporadas, saiu após a de 2016-17 para assinar um contrato inicial de dois anos com Tappara em 29 de maio de 2017. Nos Jogos Olímpicos de Inverno de 2022 em Pequim, conquistou a medalha de ouro no torneio masculino.